# Vicus Nediensis
Vicus Nediensis (oder Vicus Nediensium) ist der römische Name einer Siedlung (vicus), die sich in antiker Zeit auf der Gemarkung der heutigen Gemeinde Spechbach (südöstlich von Heidelberg) befand. Die Siedlung wurde vermutlich zu keltischer Zeit gegründet und verkam beim Abzug der Römer im 3. Jahrhundert. Der heutige Ort Spechbach wurde erst etwa tausend Jahre später erstmals erwähnt.

## Geschichte
Zur Römerzeit lag auf der heutigen Spechbacher Gemarkung eine als vicus Nediensis oder vicus Nediensium überlieferte Ortschaft. An der Streckenführung der an Spechbach vorbeilaufenden Römerstraße von Lopodunum (Ladenburg) über Bad Wimpfen bis zum historischen Limes-Grenzort Osterburken fällt auf, dass sie für den Verlauf an Spechbach vorbei von der topographisch kürzestmöglichen Streckenführung abweicht, was für die militärischen Zwecken dienenden Römerstraßen im besetzten Germanien eine Besonderheit darstellt. Historiker und Archäologen schließen daraus, dass der Ort zur Zeit der römischen Inbesitznahme der Gegend bereits bestand und als vorhandener Versorgungspunkt für die römische Truppenlogistik an die Römerstraße angeschlossen werden sollte.
Der antike Name der Ortschaft ist durch zwei Inschriftensteine überliefert, die 1881 und 1883 gefunden wurden, einer davon auf der Gemarkung des Nachbarortes Mönchzell. Den ersten Stein fand man neben der Römerstraße in der Spechbacher Flur "Neurott". Seine Inschrift lautet
[vic]ani / Nediessis / de suo / fecerunt / cura Quinti / Dacci
Übersetzt: „Die Bewohner von Nediessis haben es unter der Leitung des Quintius Dacc(i)us auf ihre Kosten gemacht.“ Der zweite Stein wurde im Gewann „Alter Keller“ unter römischen Ruinen entdeckt. Er gehörte als Weihestein vermutlich zu einem Heiligtum des Gottes Mercurius und der Göttin Rosmerta und trug die Inschrift
[Mercu]rio / [et Ros]mert(a)e / [sac(rum) vi]cani / [vici N]ediens(ium)
Zu deutsch: „Dem Mercurius und der Rosmerta [machten] die Bewohner von Nediensis ein Heiligtum.“
Danach würde es sich bei der historischen Ortschaft um ein keltisches Dorf handeln. Der Ortsname selbst (vicus Nediensis oder vicus Nediensium) ist in lateinischer Form überliefert, also als der Name, mit dem die Römer den Ort bezeichneten, nicht als der von der vorrömischen Bevölkerung des Ortes verwendete. Gewöhnlich orientierten sich die Römer bei der Benamung von Ortschaften an topographischen Punkten (Gewässer, Berge usw.), deren einheimischen, in diesem Falle keltischen Namen sie latinisierten. Vermutlich lautete der keltische Name des heutigen Lobbachs Nedia oder Nida, woraus sich dann im lateinischen Sprachgebrauch der VICVS NEDIENSIS, die „Ortschaft an der Nedia“ entwickelte.
Zwei weitere Votivsteine wurden im Winter 1811/12 auf der Gemarkung Lobenfeld (Gewann "Au") nahe der Grenze zu Spechbach gefunden. Die Inschriften lauten:
Deo invicto L(ucius) Vitur(ius) Quintus v s s l m
Übersetzt: "Dem unbesiegbaren Gott hat Lucius Viturius Quintus sein Gelübde freudig und froh nach Gebühr gelöst"
und
Deo Sol(i) Vitalius Severus v s s l m
Übersetzt: "Dem Sonnengott hat Vitalius Severus sein Gelübde freudig und froh nach Gebühr gelöst"
Beide Steine sind dem orientalischen Sonnengott Mithras geweiht, weshalb ein Mithräum in Nediensium angenommen wird. 1884 kamen östlich von Lobenfeld dicht an der Straße quadratische Mauerzüge zum Vorschein, die auf ein Tempelchen schließen lassen.
Zu lokalisieren ist der Vicus im Bereich der heutigen Spechbacher Flur "Neurott" und "Alter Keller" östlich des Lobbachs.
Aus der Zeit nach 250 gibt es keine Zeugnisse mehr über die römische Siedlung, so dass der Ort vermutlich erst in der karolingischen Zeit neu besiedelt wurde.